# Life Thru A Lens
Life Thru A Lens е първият соло-албум на британския поп-певец Роби Уилямс след напускането му от групата Take That. Life Thru A Lens е издаден на 29 септември 1997 г. и достига 58-о място на най-продаваните британски албуми за всички времена. В Австралия, Холандия и Швейцария албумът става златен, а във Великобритания – платинен.

## Списък на песните
1. Lazy Days – 3:52
2. Life thru a Lens – 3:06
3. Ego a Go Go – 3:31
4. Angels – 4:23
5. South of the Border – 3:52
6. Old Before I Die – 3:52
7. One of God's Better People – 3:33
8. Let Me Entertain You – 4:20
9. Killing Me – 3:55
10. Clean – 3:51
11. Baby Girl Window – 6:10